# Шевченко Людмила Дмитрівна
Людмила Дмитрівна Шевченко (4 лютого 1970, м. Світлоград, Ставропольський край, Російська РФСР, СРСР) — російська і українська гандболістка, призер Олімпійських ігор. Майстриня спорту міжнародного класу Росії і заслужена майстерка спорту України.

## Біографія
Спочатку займалася легкою атлетикою і баскетболом, але гандбольні тренування проводилися у найзручніший час і тому обрала саме цей вид спорту. Спочатку грала на позиції воротарки, але потім стала лінійною.
У 7-му класі школи вдало виступила на першості Ставропольського краю і її запросили в спортінтернат Ставрополя. Перший тренер — В. Лягушкін (Ставрополь).
Закінчила Ростовський державний педагогічний університет.
Людмила Шевченко виступала за команду «Мотор» із Запоріжжя.
Олімпійську медаль вона виборола на афінській Олімпіаді в складі збірної України з гандболу.

## Титули та досягнення

### Державні
- Орден княгині Ольги III ступеня
- Почесна грамота Кабінету Міністрів України
- Медаль «За розвиток Запорізького краю»